# Line of Fire (serie televisiva)
Line of Fire è una serie televisiva statunitense in 13 episodi trasmessi per la prima volta nel corso di una sola stagione dal 2003 al 2004. Durante la prima televisiva sulla ABC gli ultimi due episodi non furono trasmessi.

## Trama
Paige Van Doren e Todd Stevens sono agenti dell'FBI appena assegnati all'ufficio di Richmond, in Virginia. Quando un loro collega viene ucciso in una sparatoria con la criminalità organizzata locale, il capo e agente speciale della sezione locale dell'FBI Lisa Cohen dichiara una vera e propria guerra alla malavita e al boss Jonah Malloy. Allo stesso tempo anche quest'ultimo decide di dichiarare guerra all'FBI dato che in quella sparatoria è morto anche un suo braccio destro.

## Personaggi e interpreti
- Paige Van Doren (13 episodi, 2003-2004), interpretata da Leslie Bibb.
- Lisa Cohen (13 episodi, 2003-2004), interpretata da Leslie Hope.
- Roy Ravelle (13 episodi, 2003-2004), interpretato da Anson Mount.
- Jennifer Sampson (13 episodi, 2003-2004), interpretata da Julie Ann Emery.
- Amiel Macarthur (13 episodi, 2003-2004), interpretato da Michael Irby.
- Todd Stevens (13 episodi, 2003-2004), interpretato da Jeffrey D. Sams.
- Donovan Stubbin (13 episodi, 2003-2004), interpretato da Brian Goodman.
- Jonah Malloy (13 episodi, 2003-2004), interpretato da David Paymer.
- Janet Malloy (10 episodi, 2003-2004), interpretata da Kristen Shaw.
- Blair (8 episodi, 2003-2004), interpretato da Stan Kelly.
- Jada (6 episodi, 2003-2004), interpretata da Jazsmin Lewis.
- Joanie Sampson (6 episodi, 2003-2004), interpretata da Jaycee Porter.
- Leon (4 episodi, 2003-2004), interpretato da Steven Kozlowski.
- Carl Sampson (4 episodi, 2003-2004), interpretato da Sean Mahon.
- Bambi (4 episodi, 2003-2004), interpretata da Sarah Thompson.
- Hunter Sampson (4 episodi, 2003-2004), interpretato da Mike Weinberg.
- Tiffany (4 episodi, 2004), interpretata da Polly Cole.
- AUSA David Gwynn (4 episodi, 2004), interpretato da Colin Ferguson.
- Eddie Evans (3 episodi, 2003-2004), interpretato da Scott Williamson.

## Produzione
La serie, ideata da Rod Lurie, fu prodotta da DreamWorks Television, Touchstone Television e Battleplan Productions e girata a Los Angeles in California e a Richmond, in Virginia. Le musiche furono composte da Larry Groupé. Tra i registi è accreditato Rod Lurie.

### Sceneggiatori
Tra gli sceneggiatori sono accreditati:
- Rod Lurie in 5 episodi (2003-2004)
- Reed Steiner in 3 episodi (2003-2004)
- Jeff Melvoin in 2 episodi (2003-2004)
- Chris Mundy in 2 episodi (2003-2004)
- Janet Tamaro in 2 episodi (2004)

## Distribuzione
La serie fu trasmessa negli Stati Uniti dal 2 dicembre 2003 al 30 maggio 2004 sulla rete televisiva ABC. In Italia è stata trasmessa dal 7 settembre 2004 su Fox con il titolo Line of Fire.
Alcune delle uscite internazionali sono state:
- negli Stati Uniti il 2 dicembre 2003 (Line of Fire)
- nel Regno Unito il 10 agosto 2004
- in Italia il 7 settembre 2004
- in Brasile il 15 settembre 2004
- in Islanda il 3 gennaio 2005
- in Svezia il 23 maggio 2005
- in Francia il 30 giugno 2005
- in Spagna (Línea de fuego)
- in Estonia (Tulejoonel)
- in Italia (Line of Fire)

## Episodi
| Stagione       | Episodi | Prima TV USA | Prima TV Italia |
| -------------- | ------- | ------------ | --------------- |
| Prima stagione | 13      | 2003-2004    | 2009            |